# Опівнічні вежі
Опівнічні вежі (англ. Towers of Midnight) — роман у жанрі епічного фентезі американських письменників Роберта Джордана та Брендона Сендерсона, тринадцятий у циклі «Колесо часу» (англ. The Wheel of Time). Роман опублікували видавництва Tor Books та Orbit, він побачив світ 2 листопада 2010 року. Роман складається з пролога, 57 глав та епілогу. Це друга книга, написана за записками Джордана Брендоном Сендерсоном. Вона передостання в циклі.
Роман одразу ж очолив список бестселерів газети «Нью-Йорк таймс», ушосте поспіль серед книг циклу.

## Стислий зміст
Цикл «Колесо часу» описує події напередодні Останньої битви між силами Світла й Пітьми. За пророцтвом у битві обов'язково на боці сил Світла повинен битися Відроджений Дракон, інакше істота, відома як Темний, переможе, вирветься із заточення й змінить світ. Численні події книги готують читача до Останньої битви.

### Перрін Айбара та Егвейн аль-Вір
У Гелдані Перрін зі своєю армією зустрічає Дітей світла, які звинувачують його у вбивстві двох із них. Галад Дамондред знаходить свою мачуху Моргейз Тракандд серед біженців, і вони з Перріном погоджуються на суд Моргейз за законами Андору. Перрін зізнається, що може розмовляти з вовками й оправдовується тим, що діти світла вбили його друзів серед вовків, але Моргейз визнає Перріна винним у «незаконному вбивстві». Перрін згоджується віддатися в руки Галада після Останньох битви, Галад зволікає з вироком.
Фаїл та Берелейн домовляються, що Берелейн заперечить плітки про те, що вони з Перріном були коханцями тоді, коли Фаїл перебувала в полоні. Берелейн сходиться з Галадом. Морідін, головний серед проклятих, доручає Грендал убити Перріна й дає їй тер'ангреал «сношип», один з двох, що є в його розпорядженні. Цей тер'ангреал перешкоджає телепортації та надає в розпорядження служку Морідіна Ісама. Грендал доручає Ісаму помістити його так, щоб Перрінові аша'мани не могли відкрити браму, що дозволило б знищити Перрінове військо нападом тролоків. Перрін входить у світ снів, щоб забрати перешкоду, але там на нього нападає Ісам. Перріну допомагають вовки, але Ісам знає світ снів краще, тому він убиває кількох із них. Перін забирає сношип й утікає, заманюючи Ісама. Врешті він потрапляє в Тар-Валон. 
Егвейн аль-Вір намагається відшукати прокляту Месаану, розсліджуючи низку вбивств айз-седай у Білій вежі. Вона відмовляється зв'язати Гавіна як стража через його непокірність. Він зупинив непрохану гостю перед покоями Егвейн, чим зіпсував пастку на Месаану. Під час відвідин Елейн у Кемліні він довідується, що вбивства — робота шончанських агентів.  Егвейн організовує в Тел'аран'ріоді зустріч між айз-седай, мудрими аїлів та шукачами вітру народу моря з метою співробітництва між жінками, що можуть каналювати, й облаштування пастки на Месаану. Однак Месаана й чорна аджа нападають одразу, але Перрінів сношип не дозволив Месаані втекти. Месаана пробує утримати Егвейн а'дамом, та майстерність Егвейн у Тел'аран'ріоді дозволила їй зламати розум Месаани. Повернувшись у Тар-Валон, Гавін зупиняє замах на Егвейн, Егвейн бере його за стража й погоджується одружитися з ним.
Перрін зі своїм вовком б'ються з Ісамом на території Білої вежі. Ісам убиває вовка, назавжди відбираючи в нього шанс переродитися. Перрін знищує сношип, вкинувши його в мариво, що прийняло форму вулкану. Він утікає від Ісама в реальний світ. Його охоплює спонука викувати бойовий молот, а в Неалда виявляється талант виготовляти магічну зброю. На Галадових дітей світла чатує засідка тролоків, організована як засіб убити Перріна. Перрінів загін нападає першим, знищує тролоків і рятує дітей світла. Галад оголошує Перріну легкий вирок~-- виплатити грошову компенсацію родинам двох убитих дітей світла й взяти участь в Останній битві. Перрін пропонує Галаду приєднатися до війська, Галад згоджується на Перрінове командування до кінця Останньої битви. 
Шайдар Гаран, рука Темного, карає Грендал, звинувативши її в смерті трьох проклятих: Месаани, Аран'гара та Асмодеана. 

### Мет Каутон та Елейн Траканд
Мет зустрічає з королевою Андору в Кемліні з метою обсудити  будівництво «драконів» (артилерії) за специвіфацією колишнього ілюмінатора Алудри. Вони сперечаються про те, хто скільки драконів матиме, але Мет погоджується позичити Елейн свій тер'ангреал із лисячою головою, щоб вона зробила з нього копії.
Елейн виготовила кілька копій тер'ангреал, але один із медальйонів потрапив у руки друзів Темного. Зате Мету вдалося заманити в пастку голама, поранити його копіями медальйону й кунути його в бездонний портал, в якому він буде приречений на вічне падіння. 
Коли до Кемліна повертається зі свої загоном Перрін, Моргейз переконує Елейн віддати йому в правління Дві Річки. Використовуючи «драконів» Елейн змушує Кайрієн визнати її своєю королевою. 
Мет, Том Меррілін та Ноал входять у Вежу Генджей, щоб визволити звідти Мварейн Дамодред. Метів дар надзвичайного везіння дозволяє йому пробратися через лабіринт, трійця героїв відлякує ельфіннів вогнем, музикою та загрозою залізної зброї. Знайшовши Мварейн, Мет виторговує її, пропонуючи як плату половину світла світу, і втрачає ліве око. На зворотньому шляху аельфіни  кидаються в погоню за ними. Ноал зізнається, що він легендарний мандрівник Джейн Фарстрайдер і пропонує залишитися, щоб стримати погоню. У глухому куті Мет догадується, що вихід із Вежі їм забезпечить його магічний спис. Мварейн повертається у світ зі значно ослабленою здатністю використовувати Єдину силу. Вона закохана в Тома, який радо відповідає взаємністю.

### Ранд аль-Тор
Події на Драконовій горі зняли тягар з душі Ранда, й він з новим завзяттям намагається боротися зі злом, що його несе у світ проникнення Пітьми. Несподівано він прибуває в Тар-Валон і зустрічається з амірлін-сіт Егвейн аль-Вір. Він планує зламати усі печаті в'язниці Темного, щоб зміцнити ув'язнення наново. Егвейн не може переконати його в небезпечності такого плану й згоджується зустрітися  ним на Полях Меррілору через місяць. Після цього Егвейн намагається гарячково об'єнати всі народи світу з надією зупинити божвілля Дракона, яке призведе до світової катастрофи. 
Ранд потім відідав північ — допоміг виправити ситуацію в портовому місті Бандар-Ебан, розгромив орду тролоків, що загрожувала місту Марадон у Салдеї. На жаль допомогти Арафелу та Кандору, яких поглинула навала з Втрачених земель, він уже не зміг. Готуючись до зістрічі на Полях Меррілора, Ранд чує в сні зойки та благання Ланфіри, але стіна падає, і вона провалюється в пітьму. 

### Ав'єнда
Ав'єнді дозволили пройти останнє випробовування перед тим як стати мудрою. Вона подорожує через Аїльську пустелю до древнього міста Руїдіана. Дорогою жінка на ім'я Накомі проситься до її багаття. Почавши розмову буденними темами, жінка починає розмірковувати над тим, яка доля очікує аїлів після того, як вони виконають своє то (обов'язок) перед Драконом. Питання збентежило Ав'єнду, оскільки аїли можуть втратити сенс життя після Останньої битви. Пройшовши в Руїдіані випробовування кришталевим стовпом (повна розповідь про «ганьбу» аїлів очима предків), вона пробує вивідати у тер'ангреала більше. Перед нею відкривається варіант можливого майбутнього аїлів, в якому її власні спадкоєці розпочнуть вервечку подій, які врешті-решт призведуть до завоювання Мокрих земель шончанами. Аїли змушені будуть переховуватися, станують жалюгідними збирачами сміття, утратять знання про джі-і-то й у підсумку зникнуть.  Ав'єнда виходить із Руїдіана сповнена рішучості використати будь-який шанс виправити це безрадісне майбутнє.

### Чорна вежа
У Чорній вежі Мазрім Таїм править залізною рукою. Логейна вже давно не видно. Кілька айз-седай прибули в табір аша'манів, щоб взяти собі стражів з числа солдатів та відданих, але жодного взяти не вдалося. Уся територія Чорної вежі під охороною, входи перевіряються, поведінка значного числа айз-седай та аша'манів сильно й дивно змінилася. Ті, хто раніше опирався Таїму, тепер співають йому славу. Портали не відкриваються, тож територія Вежі ізольована від світу. Невелика група солдатів та відданих відчайдушно намагається розгадати наміри Таїма, водночас пробуючи втекти до Логейна та Відродженого Дракона.